# Eduardo Izaguirre
Eduardo David Izaguirre Marín (Portoviejo, siglo XX) es un tecnólogo agrícola ecuatoriano. Es el ministro de Agricultura y Ganadería del Ecuador, desde marzo de 2023; en el gobierno de Guillermo Lasso.

## Biografía
Eduardo David nació en la ciudad ecuatoriana de Portoviejo.
Obtuvo el título de tecnólogo agrícola (1987-1990), tras realizar estudios en la Escuela Agrícola Zamorano (Honduras). Tiene un diplomado en Gerencia Administrativa (1998-1999), por la Escuela Superior Politécnica del Litoral.
Cuenta con una maestría en Alta Gerencia (2006-2008), por la Universidad de Especialidades Espíritu Santo.

### Trayectoria
Su trayectoria laboral comienza como jefe de Calidad de 1997 hasta 1998, cuando pasó a ser superintendente de Distrito, cargo que ocupó hasta 1999. 
Se desempeñó como gerente regional Portoviejo de TV Cable – Telecomunicaciones, desde 2001 a 2004, ese mismo año fue gerente de Zona-1, hasta 2011, año en el que pasó a ser asesor en producción y administración agrícola hasta 2012. También fue gerente general de Producción, Administración y Producción de plantaciones de cultivos de exportación: Banano-Palma.
Fue director general en el Grupo Chong Qui Moreano, de Quevedo (2012-2014) y en Agrointegral IZTO (2014-2022).
En junio de 2021, fue designado subsecretario de Fortalecimiento de Musáceas, del Ministerio de Agricultura y Ganadería del Ecuador. En mayo de 2022, fue designado Viceministro de Desarrollo Productivo Agropecuario del Ministerio de Agricultura y Ganadería del Ecuador.

### Ministro de Estado
El 19 de febrero de 2023, fue nombrado por el presidente Guillermo Lasso, como ministro de Agricultura y Ganadería del Ecuador, en calidad de encargado. El 8 de marzo del mismo año, fue nombrado y posesionado por el presidente Lasso, como ministro de Agricultura y Ganadería del Ecuador.